# Ariel Waller
Ariel Waller (Toronto, 16 de maio de 1998) é uma atriz canadense. Participou de alguns filmes e programas de TV, atuando na série de televisão Life with Derek, onde interpreta Marti Venturi, e abandonou a carreira artística após o telefilme derivado Vacation with Derek.

## Curiosidades
- Ariel ama os animais e quando crescer quer ser veterinária.
- Na série Minha Vida com Derek, Marti tem 6 anos, mas na vida real Ariel tem 13 anos.
- No dia 15 de fevereiro de 2009 foi ao ar no Canadá o filme "Booky's Crush" onde Ariel interpreta "Rosie", neste filme seu cabelo está bem mais curto do que na última temporada de Minha vida com Derek.

## Filmografia
| Ano     | Título                      | Papel              | Notas         |
| ------- | --------------------------- | ------------------ | ------------- |
| 2005    | Cinderella Man              | Rosemarie Braddock |               |
| 2006    | Regenesis                   | Reby McGhee        |               |
| 2006    | Kardia                      | Young Hope         |               |
| 2007    | Jack Brooks: Monster Slayer | Cindy Brooks       |               |
| 2009    | Booky's Crush               | Rosie              |               |
| 2005-09 | Life with Derek             | Marti Venturi      |               |
| 2010    | Férias com Derek            | Marti Venturi      | filme para TV |